# Premios Nuevas Miradas en la Televisión
Los Premios Nuevas Miradas de la Televisión '«'buscan reconocer esa importante labor que las televisoras universitarias de América Latina vienen realizando en la producción y difusión de conocimiento a través de sus contenidos, y en su capacidad de construir identidad regional – múltiple y diversa – a través de la comunicación audiovisual.»
Los premios se presentaron por primera vez el 13 de marzo de 2013 en la Universidad de Quilmes.
El premio que se otorgó en diciembre de ese año por primera vez, fue para series que hayan sido emitidas por la televisión digital terrestre hasta la fecha.

## Historia

### Nominaciones 2013  por categoría
- Serie de ficción: La nada blanca, En terapia, Edén, La purga, Perfidia
- Unitario: Gigantes, 23 pares, Historia clínica, Amores de Historia, TV x la inclusión
- Magazine: La era de la imagen, El informe Kliksberg, DIÁLOGOS con Laclau, Disparos en la biblioteca
- Deportes: Sociedad y estadios, La patria deportiva, Sin límites, Argentina olímpica
- Entretenimientos: Más vale tarde, Mi noche favorita, Escuchando se conoce gente, Mp3
- Infantil: Experimentos al ataque, El mundo de los porque, Mesa amarilla, Cosa de todos
- Guion: Historia clínica, Mentira la verdad, Entre horas, Presentes, Las otras Ponce
- Dirección: Maximiliano González (La riña), Sabrina Farji (El paraíso), Alberto Lecchi (Maltratadas), Claudio Rosa y Pablo Brusa La purga
- Producción: Historia clínica, El paraíso, Edén, Muñecos del destino, La nieta de Gardel
- Serie Documental: Memoria iluminada, Sin tierra en los ojos, Piratas, pastores e inversores, Nosotros campesinos, Desde la calle
- Documental Unitario: Avelino, historia de un dirigente, La otra vendimia, El Che cordobés, El mundial que nunca se jugó
- Mejor Actor: Antonio Birabent (Perfidia), Pablo Tolosa (La purga), Matías Marmorato (Los pibes del puente), Rafael Ferro (El pacto).
- Mejor Actriz: Viviana Suramti (Edén), María Celia Ferrero (La nieta de Gardel), Laura Novoa (Maltratadas), Eleonora Wexler (Historia clínica).
- Participación Masculina: Gabo Correa (El pacto), Nahuel Viale (Los pibes del puente), Pompeyo Audivert (Perfidia), Ricardo Bertone (La purga).
- Participación Femenina: Stella Matute (Memorias de una muchacha peronista), Romina Ricci (Perfidia), Camila Sáez (Travesti – Las viajadas), Moro Anghileri (El pacto).
- Revelación: Camilo Blajaquis (Alegría y dignidad), Inés Palombo (Amores de Historia), Santiago Zapata (Edén), Michel Noher (El pacto).
- Dirección de Arte: Memorias de una muchacha peronista, La nada blanca, Edén, La riña
- Diseño de Sonido: Seis cuerdas, Maltratadas, Los pibes del puente, Hombre sur
- Música Original: Tomás Constantino (Hombre sur), CaraDaNam (Piratas, pastores e inversores), Lucy Patané (Salida de emergencia), Me darás mil hijos (Películas recuperadas), Fantasma (Alegría y dignidad).
- Animación: Tincho, La asombrosa aventura de zamba al monumento a la bandera, Historia universal de la construcción, Escuela de deportes
- Noticias y Actualidad: Visión 7 Internacional, Consciente colectivo, En el medio, Notipaka Paka
- Micros: Tantanakuy, Mas, Academia olímpica Deportv, Nietos, Historias con identidad
- Fotografía: Hombre sur, Olvidados del río, Películas recuperadas, Presentes, La riña
- Mejor Producción Pedagógica Audiovisual de la UNQ: Cura Malal, Leales al orgullo, Melina, la dignidad de vivir
- Mejor Producción Audiovisual para Educación Virtual de la UNQ: La transposición de la literatura al cine

#### Consejo asesor 2013
Osvaldo Nemirovsci (coordinación TDA).
- Alejandra Zapata (Ministerio de Planificación Federal).
- Eva Pivowarsky (Polos de Producción Audiovisual).
- Aníbal Esmoris (MICA).
- Liliana Mazure (presidenta del INCAA).
- Martín Bonavetti (director de TV Pública).
- Horacio Arreceygor (SAT).
- Alfredo Alfonso (UNQ).
- Florencia Saintout (decana de la Facultad de Periodismo UNLP).
- Víctor Santamaría (Caras y Caretas).
- Diego Golombek (UNQ).
- Ignacio Saavedra (AFSCA).
- Marcelo Caamaño (autores de TV).
- Ana Celentano (Actores).
- Diana Álvarez (Asociación de Directores).
- Graciela Maglie (Argentores).
- Claudio Villarruel (Canal 360).
- Edgardo Esteban (Telesur).
- Emilio Cartoy Díaz (Tea Imagen).
- Carlos Ulanovsky (periodista).
- Juan Carlos Mesa (humorista, actor, guionista, director).

#### Jurado 2013
- María Seoane (periodista, escritora, documentalista).
- Germán Calvi (coordinador general Plan Operativo de Producción y Fomento de Contenidos Audiovisuales Digitales).
- Lucrecia Cardoso (gerente de Acción Federal INCAA).
- Nicolás Shonfeld (representante de TAL Televisión América Latina).
- Guillermo Rossi (Doc Meeting Argentina).
- Víctor Cruz (Asociación de Documentalistas de Argentina ADN).
- Coco Blaustein (producctor, director cinematográfico).
- Horacio Embón (periodista).
- Alejandro Apo (periodista, conductor).
- Miguel Rodríguez Arias (periodista, realizador, documentalista).